# Destination 11 Septembre
Pour plus de détails, voir Fiche technique et Distribution.
Destination 11 septembre (The Path to 9/11) est une mini-série diffusée sur le réseau ABC du 10 au 11 septembre 2006. La mini-série raconte l'attentat du World Trade Center de 1993 à New York et les événements ayant menés aux attentats du 11 septembre 2001. Elle comporte une unique saison avec cinq épisodes.
Le film a été écrit par Cyrus Nowrasteh et réalisé par David L. Cunningham.

## Synopsis
La mini-série raconte les événements ayant conduits aux attaques du 11 septembre 2001 par Al-Qaïda, allant de l'attentat du World Trade Center de 1993 aux minutes après l'effondrement des tours du World Trade Center en 2001. Le film se base sur les rapports de la commission du 11 Septembre.
Le film suit deux personnages principaux : John P. O'Neill et un agent fictif de la CIA, nommé Kirk. O'Neill était un expert de l'antiterrorisme travaillant au FBI qui fut tué dans l'effondrement des tours jumelles du World Trade Center 19 jours après avoir été nommé chef de la sécurité du WTC. L'agent spécial de la CIA, Kirk, est vu en train de négocier avec plusieurs alliés des Américains, principalement avec le chef de l'Alliance du Nord, Ahmed Chah Massoud, en Afghanistan.
Le film s'appuie donc sur des faits et évènements historiques, mais racontés par le biais de protagonistes fictifs.

## Résumé des épisodes[1]

### Épisode 1
1993 : un attentat au camion piégé à lieu au World Trade Center. L'enquête révèlera l'implication du terroriste Ramzi Yousef, que le FBI s'empressera de rechercher.

### Épisode 2
1995 : l'arrestation au Pakistan de Ramzi Yousef par le FBI, permettra de faire le lien avec Oussama Ben Laden.

### Épisode 3
1998 : l'interview de Oussama Ben Laden par le journaliste John Miller rend compte de sa radicalisation et du danger qu'il représente pour l'Occident. Un plan de capture est envisagé, mais mis à mal par les attentats des ambassades américaines de Tanzanie et du Kenya.

### Épisode 4
2000 : l'arrestation de membres d'Al-Qaïda confirme les craintes d'une attaque djihadiste sur le sol américain. La traque de Ben Laden se poursuit en vain, mais les complications diplomatiques et administratives profitent à l'agencement du prochain attentat de la base.

### Épisode 5
2001: après avoir quitté son emploi au FBI, compromis par la perte de son ordinateur portable et une bureaucratie qui l'asphyxie, O'Neil rentre dans la sécurité du World Trade Center, où il périra courageusement avec de nombreuses victimes au cours des attentats du 11 septembre.

## Distribution
- Harvey Keitel : John P. O'Neill
- Donnie Wahlberg : Kirk (Agent de terrain fictif de la CIA)
- Mido Hamada (en) : Ahmed Chah Massoud (chef de l'opposition afghane contre Al-Qaida
- Stephen Root : Richard Clarke
- Barclay Hope : John Miller
- Patricia Heaton : Barbara Bodine (Ambassadeur américaine au Yémen)
- Shirley Douglas : Madeleine Albright (Secrétaire d'État américaine)
- Penny Johnson Jerald : Condoleezza Rice
- Dan Lauria : George Tenet (Directeur de la CIA)
- Amy Madigan : Patricia Carver (Analyste fictive de la CIA)
- Michael Murphy : William Cohen
- Trevor White : Scott Ramer
- William Sadler : Neil Herman
- Shaun Toub : Emad Salem
- Stephanie Moore (en) : Deanna Burnett
- Michael Benyaer : Khalid Cheikh Mohammed
- Martin Brody : Mohamed Atta
- Nayef Rashed : Ayman al-Zawahiri
- Fulvio Cecere : Joe Dunne
- Marie Cruz : Aida Fariscal
- David Zayas : Lou Napoli
- David Huband : Charley
- Kevin Dunn : Sandy Berger
- Nabil Elouahabi : Ramzi Yousef
- Ennis Esmer : Mohammed Salameh
- Moe Fawaz : Majed Moqed
- Akin Gazi : Mohamed Rashed Daoud Al-Owhali
- Youssef Kerkour (en) : Mahmud Abouhalima
- Sam Lupovich : Khalid al-Mihdhar
- David Michie : Nicholas Lanier
- Hani Noureldin : Nawaf al-Hazmi
- Armando Riesco (en) : John Atkinson
- Neil Crone : Dorsey
- George R. Robertson : Dick Cheney (Vice-Président)
- Al Sapienza : Donald Sadowy
- Katy Selverstone : Nancy Floyd
- Jean Yoon : Betty Ong
- Gabe Fazio : J.P. O'Neill (Fils de John O'Neill)
- Nicky Guadagni : Mary Jo White
- Marcia Bennett : Jane Garvey